# Ischnura cruzi
Ischnura cruzi är en trollsländeart som beskrevs av De Marmels 1987. Ischnura cruzi ingår i släktet Ischnura och familjen dammflicksländor. Inga underarter finns listade i Catalogue of Life.